# Samostan Konstamonit
Samostan Konstamonit (grško starogrško Μονή Κωνσταμονίτου, Moní Konstamonítou) ali Kastamonit (grško starogrško Μονή Κασταμονίτου, Moní Kastamonítou)  je pravoslavni samostan v meniški državi Atos v Grčiji. Stoji na jugovzhodni strani polotoka Atos. Samostan je dvajseti in zadnji v hierarhiji atoških samostanov.
Sredi 11. stoletja ga je ustanovil neznan član bizantinske aristokratske družine Kastamon ali neka z njimi nepovezana oseba s področja Kastamona v Paflagoniji. Posvečen je sv. Štefanu. Zgodovina samostana v bizantinskem obdobju je zelo nejasna, v 14. stoletju pa se je začel zmerno razvijati. Po požaru v 1420. letih ga je obnovil srbski veliki čelnik Radić. Samostan je zatem privabil veliko menihov, predvsem iz južnoslovanskih dežel, in nekaj stoletij uspešno deloval.
Sedanje samostanske zgradbe so iz 18. in 19. stoletja. V njem je trenutno 20 dejavnih menihov. Samostanska knjižnica poseduje 110 rokopisov in približno 5.000 tiskanih knjig.